# کتابخانه مرکزی بیرمنگام
کتابخانه مرکزی بیرمنگام (انگلیسی: Birmingham Central Library) از سال ۱۹۷۴ تا ۲۰۱۳، کتابخانه عمومی اصلی در شهر بیرمنگام، انگلستان بود که جایگزین کتابخانه‌ای شده بود که در سال ۱۸۶۵ راه اندازی شد و در سال ۱۸۸۲ بازسازی شده بود. برای مدتی، بزرگ‌ترین کتابخانه غیر ملی در اروپا بود، این کتابخانه در روز ۲۹ ژوئن ۲۰۱۳ تعطیل گردید و کتابخانه بیرمنگام جایگزین آن شد.